# 屈尔舍沃特
屈尔舍沃特，是匈牙利维斯普雷姆州所辖的一个村，总面积19.31平方公里，总人口780，人口密度40.4人/平方公里（2010年1月1日）。